# فانو

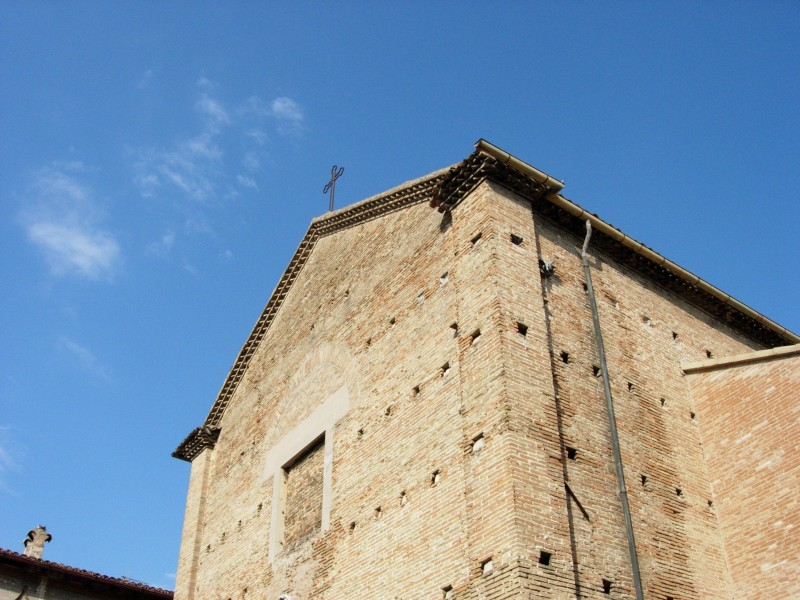

Fano مدينة في وسط لإيطاليا في مقاطعة بيزارو وأوربينو، ضمن إقليم ماركي مطلة على البحر الأدرياتي، تشتهر بكارنفالها الأعرق على الإطلاق في إيطاليا، عدد سكانها 62.455 نسمة.

## السكان
في سنة 1861 بلغ عدد السكان 19٬161 نسمة، وتطور العدد ليصل في سنة 2011 لـ 62٬901 نسمة.
يظهر هذا المخطط البياني تطور النمو السكاني لـ فانو

## توأمة
لفانو اتفاقيات توأمة مع كل من:
- راستات
- Saint-Ouen-l'Aumône [الإنجليزية]‏
- سانت ألبانز
- Stříbro [الإنجليزية]‏

## أعلام
- ماركو فيتالي
- كليمنت الثامن
- غايتانو برونيتي
- ليوبولدو إيليا
- فرانشيسكو اورسو
- رافاييل مانشيني
- لويس لوسيان بونابرت